# Associació Nou Horitzó
Associació Nou Horitzó és una associació sense ànim de lucre creada el 1978 al districte d'Horta-Guinardó. Els seus principals objectius són, d'una banda, estudiar les necessitats de la gent gran del barri i planificar la seva solució tot col·laborant amb els organismes oficials que corresponguin en cada moment i, de l'altra, col·laborar amb totes les entitats —tot mantenint la personalitat pròpia—, que, tant en l'àmbit de Barcelona com de Catalunya, tinguin com a missió afrontar i resoldre la problemàtica de la vellesa.
L'entitat va néixer a partir de les mobilitzacions que es van fer al barri del Guinardó el 1975 per denunciar l'estat en què es trobava l'actual Residència Municipal Parc del Guinardó. Al llarg dels anys, Nou Horitzó ha anat ampliant les seves activitats i la seva presència al districte d'Horta-Guinardó, amb grups d'acolliment, ajut a domicili, colònies, escola de vida, etc.
Organitza el concurs «Les àvies i els avis escriuen contes i els infants els dibuixen», amb un gran seguiment per part de les escoles del districte i un gran ressò social i mediàtic. El 2004 l'Ajuntament de Barcelona va seleccionar aquest projecte per presentar-lo al proper Congrés de Ciutats Educadores de Gènova.
Aquesta entitat participa molt activament en tota la dinàmica associativa del districte: Consell de la Gent Gran, Taula de Casals, comissions diverses de projectes relacionats amb la Primavera de la Gent Gran del districte, etc. A més de treballar en la defensa de la gent gran, també du a terme tota una tasca per ajudar a aprendre a viure i envellir. El 2004 va rebre la Medalla d'Honor de Barcelona.